# Polícia Civil do Estado do Rio Grande do Sul
A Polícia Civil do Estado do Rio Grande do Sul é uma das polícias do Rio Grande do Sul, Brasil, órgão do sistema de segurança pública ao qual compete, nos termos do artigo 144, § 4º, da Constituição Federal e ressalvada competência específica da União, as funções de polícia judiciária e de apuração das infrações penais, exceto as de natureza militar.

## Funções institucionais
- Exercer as funções de polícia judiciária e a apuração de infrações penais, exceto as militares;
- Determinar a realização de exames periciais, providenciando a adoção de medidas cautelares, visando a colher e a resguardar indícios ou provas da ocorrência de infrações penais;
- Praticar os atos necessários para assegurar a apuração de infrações penais, inclusive a representação e o cumprimento de mandado de prisão, a realização de diligências requisitadas pelo Poder Judiciário ou pelo Ministério Público nos autos de inquéritos policial e o fornecimento de informações para a instrução processual;
- Zelar pela ordem e segurança pública, promovendo ou participando de medidas de proteção à sociedade e ao indivíduo;
- Colaborar para a convivência harmônica da sociedade respeitando a dignidade da pessoa humana e protegendo os direitos coletivos e individuais;
- Adotar as providências necessárias para evitar perigo ou lesões às pessoas e danos aos bens públicos ou particulares.[3]

## Planos de carreira
São dois os planos de carreira na Polícia Civil do RS, iniciando na 1ª Classe: - Delegados de Polícia possuem carreira própria; - os Escrivães e Inspetores de Polícia possuem carreira própria, distinta dos Delegados de Polícia. A categoria de Investigadores de Polícia foi extinta. Aqueles que ocupavam este cargo foram distribuídos como inspetores ou escrivães. 
- São cargos compatíveis com o exercício de atos investigativos e com a prerrogativa exclusiva de funções ou de atos judiciários, os de Delegados de Polícia
- Delegado de Polícia:

1º Classe > 2º Classe > 3º Classe > 4ª Classe

- São cargos compatíveis com a prática de atos investigativos: Inspetor e Escrivão de Polícia

- Inspetor e Escrivão de Polícia:

1º Classe > 2º Classe > 3º Classe > 4ª Classe > Comissário de Polícia

A designação de Comissário de Polícia corresponde à classe final das carreiras ou dos cargos de Escrivão e de Inspetor de Polícia.

## Estrutura

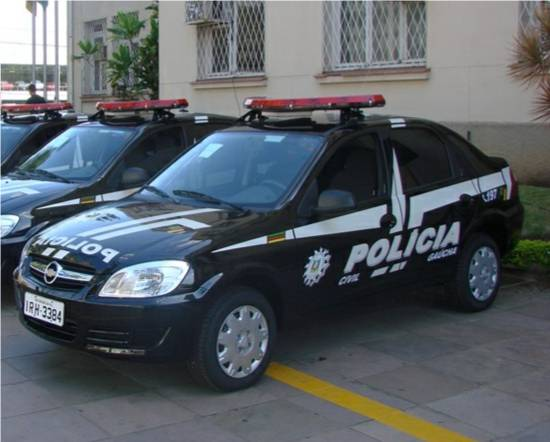
Viatura da frota de 2011

- CHEFIA - Chefia da Polícia Civil do Rio Grande do Sul
- CSP - Conselho Superior de Polícia

DEPARTAMENTOS POLICIAIS
- ACADEPOL - Academia de Polícia Civil do RS
- COGEPOL - Corregedoria - Geral da Polícia Civil
- DAP - Departamento de Administração Policial
- DECA - Departamento Estadual da Criança e do Adolescente
- DEIC - Departamento Estadual de Investigações Criminais
- DENARC - Departamento Estadual do Narcotráfico
- DETEL - Departamento Estadual de Telecomunicações
- DINP - Departamento Estadual de Informática Policial
- DPI - Departamento de Polícia do Interior
- DPM - Departamento de Polícia Metropolitana
- DPTRAN - Departamento Estadual de Polícia Judiciária de Trânsito
- GIE - Gabinete de Inteligência e Assuntos Estratégicos
- GOE - Grupamento de Operações Especiais
- GRI - Grupo de Resgate e Intervenção

## Delegacias especializadas
Departamento Estadual de Investigações Criminais - DEIC, da Polícia Civil do Rio Grande do Sul, definido no Decreto nº 44.453, de 25 de maio de 2006:

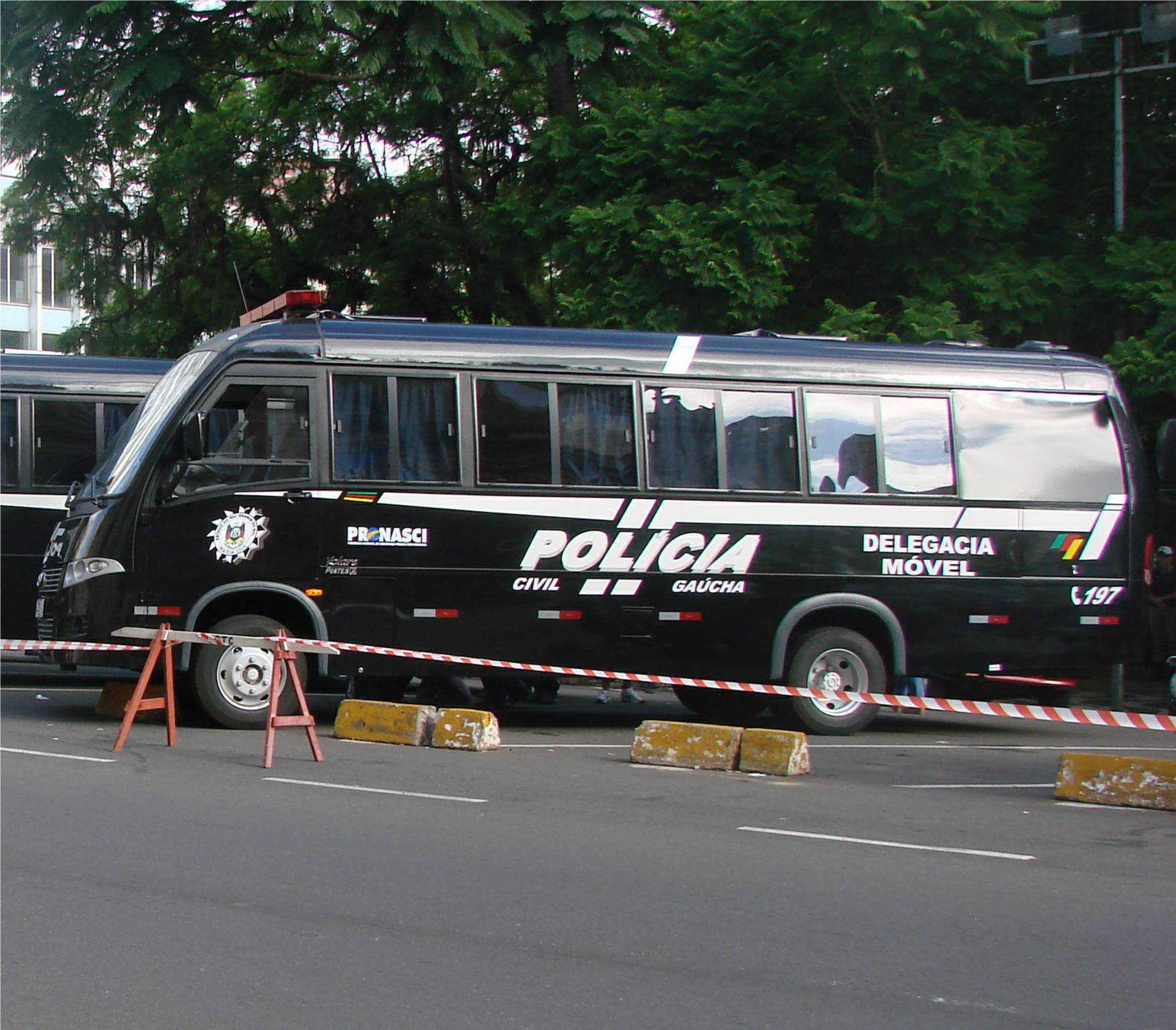
Ônibus da Polícia gaúcha

- 1  - Delegacia de Polícia de Repressão aos Crimes Informáticos - DRCI;
- 2  - Delegacia de Polícia de Pronto Atendimento - DPPA;
- 3  - Primeira Delegacia de Polícia de Investigação de Homicídios e Desaparecidos - 1ª DHD;
- 4  - Segunda Delegacia de Polícia de Investigação de Homicídios e Desaparecidos - 2ª DHD;
- 5  - Delegacia de Polícia de Capturas -DECAP;
- 6  - Primeira Delegacia de Polícia de Repressão a Roubos - 1ª DR;
- 7  - Segunda Delegacia de Polícia de Repressão a Roubos - 2ª DR;
- 8  - Delegacia de Polícia de Repressão ao Roubo e ao Furto de Cargas - DRFC;
- 9  - Delegacia de Polícia de Repressão às Defraudações - DRDF;
- 10 - Delegacia de Polícia de Repressão ao Furto de Veículos - DFV;
- 11 - Delegacia de Polícia de Repressão ao Roubo de Veículos - DRV;
- 12 - Delegacia de Polícia de Controle Técnico e de Fiscalização - DPCTF;
- 13 - Delegacia de Polícia de Repressão aos Crimes Contra a Fazenda Estadual - DEFAZ;
- 14 - Delegacia de Polícia de Proteção aos Direitos do Consumidor, Saúde Pública e da Propriedade Intelectual, Imaterial, Industrial e afins - DECON;
- 15 - Delegacia de Polícia de Repressão a Crimes Contra o Patrimônio de Serviços Delegados - DRCP;
- 16 - Delegacia de Polícia de Proteção ao Meio Ambiente - DEMA

## Guarda Civil
A Polícia Civil do Rio Grande do Sul contou com uma corporação de guardas civis até o final dos anos sessenta, quando por força da legislação do regime militar os segmentos uniformizados das polícias civis foram extintos.
Em março de 1954 entrou em funcionamento a Rádio Patrulha do Departamento de Polícia Civil, com atuação inicial na cidade de Porto Alegre.
Operando por vinte e quatro horas as suas dezenove viaturas devidamente equipadas com radiotransmissores cobriam toda a cidade que para esse fim era dividida em quinze setores.